# Jean-Marie Guyau
Jean-Marie Guyau (Laval, 28 ottobre 1854 – Mentone, 31 marzo 1888) è stato un sociologo e poeta francese.

## Biografia
Figlio di Augustine Tuillerie, autrice di "Le Tour de la France par deux enfants" e altre opere pedagogiche.
Appassionato di poesia e filosofia, lesse con ardore i grandi classici con una spiccata sensibilità verso Hugo, Corneille, Musset, Epitteto, Platone e Kant. Diplomatosi in lettere e filosofia a 17 anni, tradusse "Il Manuale" di Epitteto, rimanendo colpito dallo stoicismo, che finirà per contraddistinguere la sua breve ma intensa vita. A 19 anni si laureò all'Accademia di Scienze Morali e Politiche e l'anno successivo cominciò ad insegnare Filosofia al Liceo Condorcet.
Scrisse opere pedagogiche e di sociologia dell'arte. A seguito dei primi sintomi di tisi, che lo condurrà alla morte, si spostò al Sud, prima a Pau e Biarritz indi a Nizza e Mentone.
Benché i sintomi della malattia si facessero più gravi, continuò a scrivere in maniera feconda. a
La sua opera maggiore, Esquisse d'une morale sans obligation ni sanction, profondamente innovatrice, destò grande interesse in Nietzsche, che lasciò molte annotazioni a margine della copia dell'opera in suo possesso.
La moglie dell'Autore pubblicò, con lo pseudonimo di Pierre Ulric, dei brevi romanzi per l'infanzia.

## Pensiero
La matrice principale del pensiero di Guyau va cercata nelle dottrine evoluzionistiche e positiviste che allora si stavano facendo strada nel campo filosofico e scientifico europeo. Prendendo le mosse dallo stesso Darwin, ma soprattutto da Herbert Spencer, Guyau analizza diffusamente il tema dell'energia vitale come motore della vita, collocandolo al centro dell'impulso (non sempre consapevole) del genere umano all'espansione e alla conservazione della specie. È da questo impulso primario che, via via, prendono le mosse altre qualità spiccatamente umane come, per esempio, la solidarietà, che secondo il filosofo francese, è alla base del concetto di morale, che non potrà mai essere un arido elenco di norme, ma la base spontanea su cui fondare il complesso intreccio delle relazioni sociali. Una volta che la solidarietà sociale e l'integrazione saranno avanzate, esse genereranno l'attitudine umana al gusto e all'idea artistica, elementi questi che collegheranno l'uomo a un'idea superiore che aprirà le porte a una migliore comprensione della trascendenza che, secondo Guyau, non sarà più dominio delle religioni  bensì di una "irreligione futura" che non porrà più al suo vertice il timore di Dio, ma l'amore per gli uomini.

## Opere
- Vers d'un philosophe. 1881, VII-208 p. ;
- Les Problèmes de l'esthétique contemporaine. 1884, VIII-260 p. ;
- Esquisse d'une morale sans obligation ni sanction. 1885, 254 p. ; ed.it Abbozzo di una morale senza obbligo né sanzione, 1999
- L'Irréligion de l'avenir, étude sociologique. 1886;
- L'Art au point de vue sociologique. 1889, XLVII-387 p. ;
- Éducation et hérédité: étude sociologique. 1889. XV-304 p. ;
- La genèse de l'idée de temps. 1890. XXXV-142 p. ; ed.it La genesi dell'idea di tempo, 1994